# Hans Jähne
Hans Jähne ist ein ehemaliger deutscher Basketballtrainer und -schiedsrichter.

## Werdegang
Jähne spielte bereits vor dem Zweiten Weltkrieg in Dresden Basketball und war ebenfalls als Trainer tätig. Nach dem Krieg war er in Sachsen Landesspartenleiter der Sportarten Basketball, Faustball sowie Volleyball und leitete als solcher unter anderem Lehrgänge.
Später war Jähne Trainer in Berlin. In den Jahren 1951 und 1952 sowie von 1953 bis 1955 war Jähne Trainer der Herren-Basketballnationalmannschaft der Deutschen Demokratischen Republik, die weibliche DDR-Auswahl betreute er bei der Europameisterschaft 1952 gemeinsam mit Wolfgang Hercher sowie von 1953 bis 1956 als alleiniger Nationaltrainer.
In Berlin baute Jähne ab Mitte der 1960er Jahre gemeinsam mit Walter Schacherl die Sportart Rollstuhlbasketball auf.
Als Schiedsrichter leitete Jähne unter anderem Länderspiele bei der Europameisterschaft 1957.